# アドバンテーム
アドバンテーム（Advantame）とは、アスパルテームの誘導体であり、人工甘味料の1つである。砂糖の約14000～48000倍の甘さを持つ。E番号は、E969。CAS登録番号は、714229-20-6。

## 構造

アドバンテームの構造。メタノール、フェニルアラニン、アスパラギン酸が脱水縮合しているところまでは、アスパルテームと同じであることが見て取れる。

（参考）アスパルテームの構造。

アドバンテームはアスパルテームの誘導体である。アスパルテームが持つアミノ基が化学修飾され、第1級アミンだったものが、第2級アミンに変化している。この化学修飾されたアミノ基は、アスパルテームの部分構造であるアスパラギン酸のアミノ基である。アスパラギン酸とフェニルアラニンは、アミド結合でつながっているわけだが、これは一般的なタンパク質と同様のペプチド結合である。
なお、参考までに、アスパルテームを経口投与すると、消化管内で加水分解を受けて、メタノール、フェニルアラニン、アスパラギン酸にまで分解され、フェニルアラニン、アスパラギン酸は一般的なアミノ酸と同様に代謝されること、すなわち、タンパク質の材料にされたり、脱アミノ化されてエネルギー源にされることが判っている。

## 歴史
アドバンテームは味の素株式会社が開発した人工甘味料である。2014年にアメリカ食品医薬品局と欧州委員会から食品添加物としての認可を受け、EU諸国ではE番号「E969」が与えられた。日本でも2014年に厚生労働省から認可を受けた。アドバンテームを味の素はスクロースの2万倍の甘味を持った甘味料だと売り出し、「パルスイートカロリーゼロ」の液体タイプに用いている。

## 用途
アドバンテームは人工甘味料であり、乳製品、氷菓、飲料、チューインガムなどに使用されることが想定されている。

## 危険性と安全性の評価
アドバンテームは、動物実験で発がん性と発生毒性が存在するという証拠は、見つかっていない。
なお、参考までに、アドバンテームもアスパルテームと全く同じ、構造中に有毒なメタノールを遊離させ得る部分を持っている（双方1分子につき1メタノールの遊離が発生しうる）。そしてアスパルテームを経口投与すると、メタノールを遊離することも判っている。
ただ、スクロースの200倍程度の甘味しか持たないアスパルテームの場合でも、食品添加物として普通に使うアスパルテームの量は微量であるため、健常であれば、遊離されたメタノールによる急性毒性は、事実上問題にならない。